# 龙以明
龙以明（1948年10月—），男，重庆人，中国数学家，南开大学教授。南开大学核心数学与组合数学教育部重点实验室学术委员会主任，中国科学院院士。

## 生平
1973年毕业于天津师范学院（现天津师范大学），1981年在南开大学获硕士学位，1987年在美国威斯康星大学获博士学位。2000年获得陈省身数学奖。2007年当选中国科学院院士。